# Mittelaltermarkt
Ein Mittelaltermarkt oder mittelalterlicher Markt bezeichnet heute eine Marktveranstaltung mit Volksfestcharakter in einem vom Mittelalter inspirierten Ambiente. Die zur Mittelalterszene gehörenden Mittelaltermärkte weisen seit den 1980er Jahren eine wachsende Zahl von Besuchern auf. In den USA gibt es mit den Renaissance fairs schon seit den 1960er Jahren ein ähnliches Phänomen. Sowohl die Darsteller und Mitwirkenden als auch ein Teil der Besucher kleiden sich in fantasievolle oder mittelalterlich wirkende (historisierende), ein geringerer Teil hingegen in präzise rekonstruierte Gewandungen. Trotz des Begriffes „Mittelalter“ im Namen und obwohl viele Veranstalter mit diesem Begriff werben, wird auf Mittelaltermärkten meist eine bloße Vorstellung vom Mittelalter gezeigt; der Anspruch auf eine historisch authentische Darstellung ist meist gering. Daher rechnet man diese Veranstaltungen eher dem Histotainment und nicht dem Reenactment oder der Living History zu. Seltene Ausnahmen kommen aber vor.

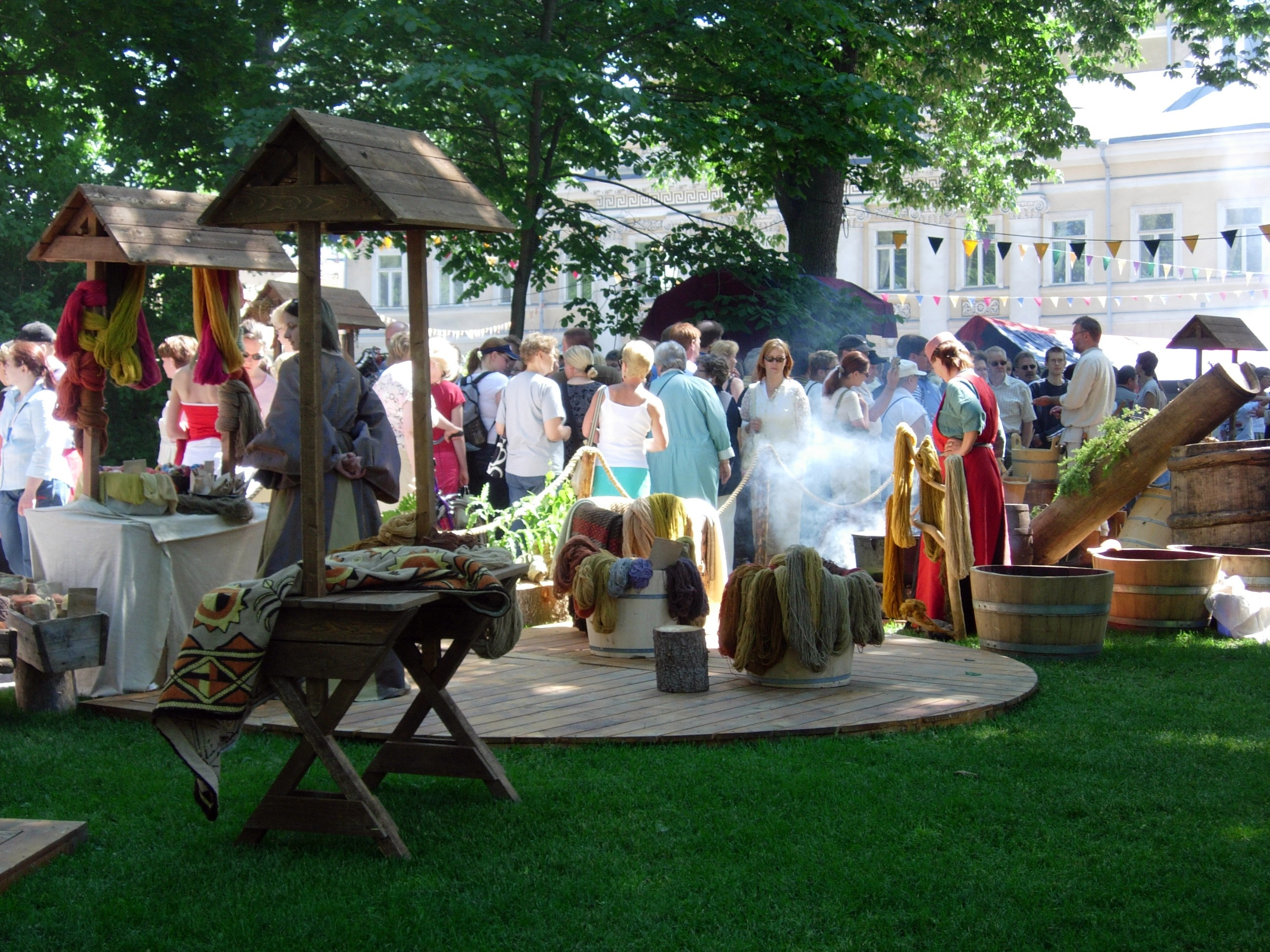
Mittelaltermarkt in Turku

## Verbreitung
Im Jahr 2010 wurden in einem Veranstaltungskalender allein in Deutschland bis Mai 686 Mittelaltermärkte verzeichnet, für das gesamte Jahr 2009 waren es 903. Im Jahr 2004 waren es hingegen erst rund 300.
Dieser Anstieg hängt sowohl mit dem zunehmenden Interesse des Publikums als auch mit dem Anwachsen der Zahl der Beschicker zusammen. Neben den inhaltlichen Motiven, also dem Feilbieten von als mittelalterlich wahrgenommenen Waren in entsprechender Umgebung, kommt hinzu, dass sich mit diesen Märkten Verkaufszeiten erschließen, die ansonsten aufgrund gesetzlicher Regelungen nicht in Frage kommen, wie etwa Sonn- und Feiertage. Darüber hinaus können Plätze beschickt werden, die sich ganz überwiegend in häufig frequentierten Innenstadtlagen befinden.
Seit 2010 sind aber die Zahlen der Veranstaltungen in Deutschland leicht rückläufig und fanden hier mit rund 1000 Veranstaltungen ihren bisherigen Höhepunkt.
Auch wenn Mittelaltermärkte in ganz Deutschland zu finden sind, kann man tendenziell eine verstärkte Konzentration entlang des Rheins von Rheinland-Pfalz bis Nordrhein-Westfalen erkennen.
Dieses könnte durch die hohe Anzahl an mittelalterlichen Burgen und Altstädten begünstigt sein, welche dem Mittelaltermarkt ein besonderes Flair verleihen können.

## Waren

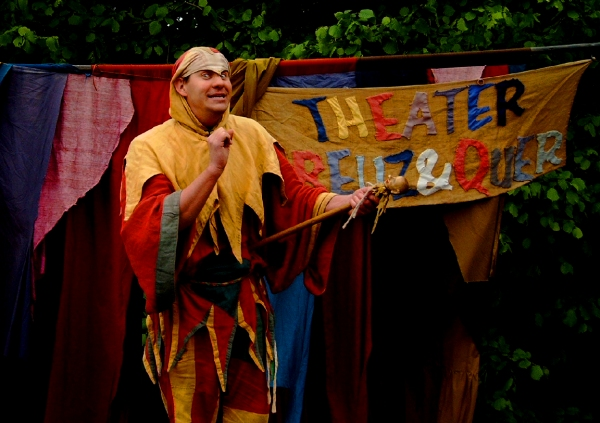
Gaukler Narrenkai auf dem Spectaculum 2004

Die auf diesen Märkten zum Verkauf angebotenen Artikel sind meist Kunsthandwerkswaren, aber auch Esoterikprodukte. Typische Waren sind z. B. Kräuter, Felle, Lederwaren, Keramik, Schmuck, Hieb- und Stichwaffen, Bögen und mittelalterinspirierte Kostüme. Auf einigen Veranstaltungen finden sich Anbieter von Repliken mittelalterlicher Artefakte. Kunsthandwerker, die das Schmiedehandwerk vorführen, sind zum Teil ebenso zu finden wie Glasbläser, Perlenwickler bei der Herstellung von Glasperlen, Bordürenweber und Kunsthandwerker, die aus Speckstein Töpfe und Skulpturen erstellen.

## Musiker und Schausteller

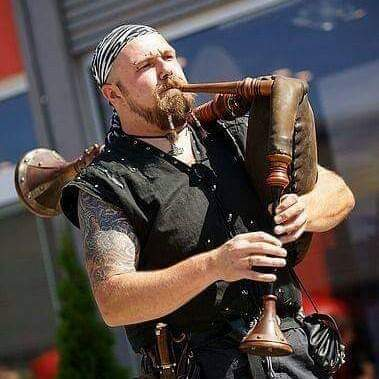
Musiker mit einer Marktsackpfeife im Jahr 2015 auf einem mittelalterlichen Stadtmarkt in Wadgassen, Deutschland

Typisch sind Musikanten, die zur Untermalung des Geschehens oder auch für ein eigenständiges Konzert auf dem Marktgelände sorgen. 
Neben der Musik gibt es auch Darbietungen, die von Theater über Erzählungen bis zu Akrobatik, Schwertkämpfen und Feuerspucken reichen. Häufig ist auch ein Hofnarr anwesend. Einige Künstler und Darsteller haben auf den Mittelaltermärkten überregionale Bekanntheit erreicht. Zu den Künstlern dieses Bereichs gehören u. a. Magister Winterfeld, Pill & Pankratz, Zeter und Mordio, die Schmierenkomödianten, Max Gaudio, Magister Rother.

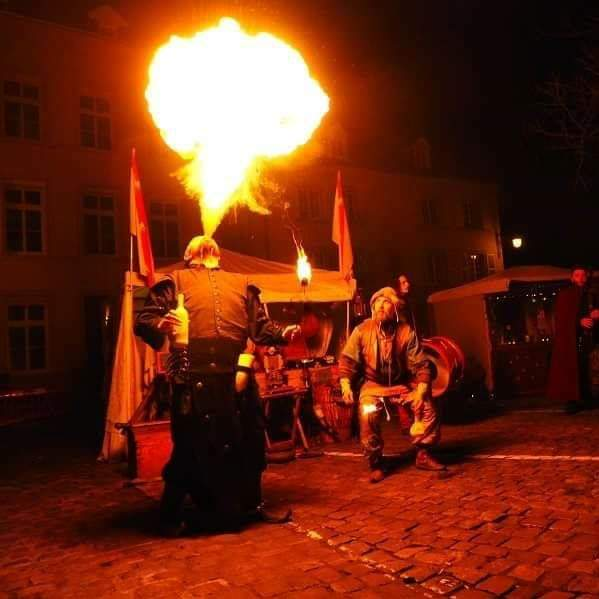
Feuerspucker bei einer Feuershow auf einem Mittelaltermarkt in Luxemburg

## Turniere

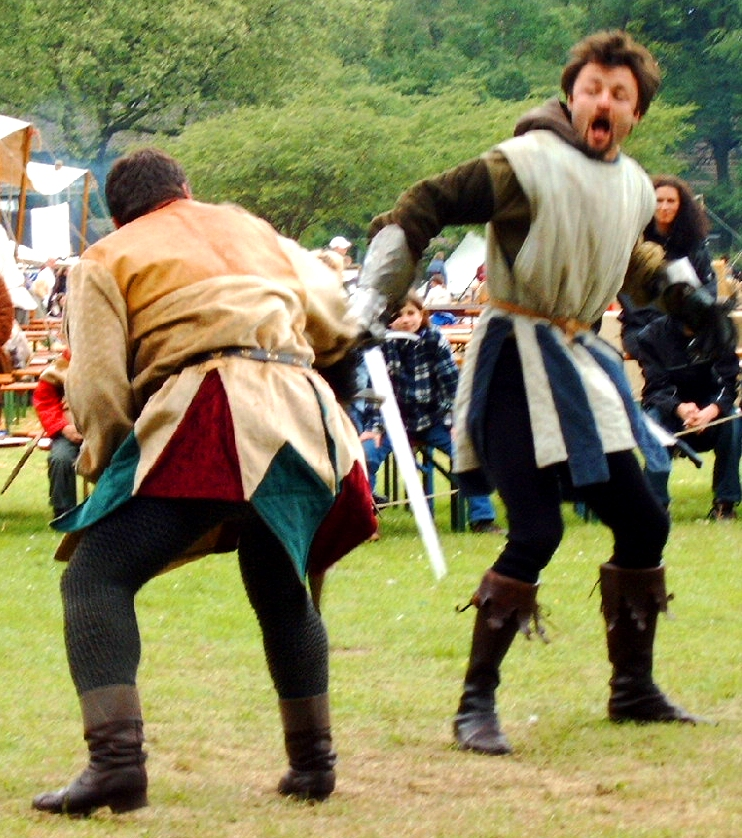
Schaukämpfer auf dem Spectaculum 2004

Auf den größeren Mittelaltermärkten finden häufig auch Schaukämpfe statt, die Ritterturniere von Tjost bis Buhurt darstellen sollen. Zum Austragen der Turniere beauftragt der Veranstalter kommerzielle Gruppen, die ein choreographiertes Schauspiel vorführen. Einige Veranstalter bieten auch freie Turniere an, an denen die Teilnehmer tatsächlich ihre Geschicklichkeit messen.
In den letzten Jahren kommen dabei nicht nur die mittelalterlichen Ritter zum Zuge, es werden auch Schauspiele gestaltet, die einen Kampf zwischen Kelten und Römern darstellen.

## Strafjustiz
Auf einigen Märkten wurden Nachbildungen von Einrichtungen der Justiz, meist der niederen Gerichtsbarkeit ausgestellt oder auch verkauft. Verbreitet sind vor allem die Holzversion des Prangers sowie die Halsgeige, denen man im Gegensatz zum im Mittelalter verbreiteten Schandpfahl und anderen Einrichtungen zur Vollstreckung einer Ehrenstrafe ihren Verwendungszweck am ehesten ansieht. Gelegentlich kommen diese Gegenstände an Darstellern im Rahmen eines Schauprozesses oder auch an Besuchern zum Einsatz. Seltener sind Nachbildungen von Gegenständen des Hochgerichts zu sehen, wie Richtbeile und -blöcke.

## „Marktsprech“
Auf vielen dieser Märkte bedienen sich die Darsteller und auch manche der Besucher einer sehr geschraubten und archaistischen Sprechweise. Floskeln wie Seyd gegrüßet oder Titel wie Edler Recke und Holde Maid sollen das Ambiente unterstreichen. Auch eher lustig gemeinte Wortschöpfungen als Bezeichnung für Artikel des modernen Lebens sind zu hören. So steht Taschendrache für ein Feuerzeug, das Zeiteisen ist die Uhr und so manch einer kommuniziert mit dem Horchknochen (Handy). Auch wird der Euro regelmäßig Taler oder Silberling bzw. Gold- oder Silberrandmünze genannt.
Diese als „Marktsprech“ bezeichnete Artikulationsweise ist eine Kunstsprache, die sich aus Versatzstücken Lutherscher Schriftsprache, der Vermeidung moderner Begriffe und einer Portion Improvisation gebildet hat. Jedoch wurde zu keinem Zeitpunkt (vor 1980) tatsächlich so gesprochen.

## Authentizität
Der Anspruch auf historisch richtige Darstellung ist eher gering und anders als etwa in der experimentellen Archäologie oder der historischen Aufführungspraxis nicht mit akademischen Maßstäben zu messen. Seit einigen Jahren gibt es allerdings einen Konflikt zwischen zwei Gruppen der kostümierten Marktbesucher. Die einen sind diejenigen, welche sich in fantasievolle bzw. mittelalterlich wirkende „Gewandungen“ jeglicher Art kleiden, die anderen jene, welche auf Authentizität hohen Wert legen. Letztere Gruppe – auch als A-Fraktion bezeichnet (von Authentizität abgeleitet) – kritisiert die Qualität der historischen Darstellung bzw. dass dem Besucher nicht verdeutlicht wird, dass das Dargestellte nicht dem historischen Mittelalter entspricht.
Einige Veranstalter von Mittelaltermärkten versuchen, durch Regelwerke zumindest bei den auf dem Marktgelände Lagernden und bei den Anbietern von Produkten für ein Höchstmaß an Authentizität zu sorgen.